# Фрідріх Францль
Фрідріх Францль (нім. Friederich Franzl, 6 березня 1905 — 18 серпня 1989) — австрійський футболіст, що грав на позиції воротаря. Відомий виступами у складі клубів «Адміра» і «Вінер Шпорт-Клуб», а також національної збірної Австрії. Дворазовий чемпіон Австрії, володар кубка Австрії. Учасник чемпіонату світу 1934.

## Клубна кар'єра
У складі клубу «Адміра» (Відень) почав грати у сезоні 1923–1924. Перші сезони боровся за місце в основі з Фрідріхом Візером. Завдяки ефектному і ефективному стилю гри отримав від газет прізвисько «Флорідорфсерський Самора», на честь найсильнішого воротаря світу того часу Рікордо Самори. 
У 1927 році разом з командою здобув перший в історії клубу титул чемпіона Австрії. Несподіваним конкурентом «Адміри» у боротьбі за титул став клуб «Брігіттенауер». В останньому турі команди проводили очну зустріч, у якій «Адміра», що мала перевагу в одне очко, упевнено перемогла з рахунком 5:0 і здобула свій перший чемпіонський трофей. На рахунку Францля участь в усіх 24 матчах сезону. Влітку зіграв у обох чвертьфінальних матчах новоствореного кубка Мітропи, у яких австрійський клуб зустрічався з чехословацькою «Спартою». У першому матчі «Спарта» перемогла з рахунком 5:1, але у матчі-відповіді на 60-й хвилині уже «Адміра» перемагала 5:1. Втім, команді не вдалося розвинути чи хоча б втримати цей результат і наприкінці матчу чеські гравці зуміли забити два голи і пройти в наступний раунд.
Наступного сезону «Адміра» знову перемогла у чемпіонаті, випередивши на три очка «Рапід». У національній першості Фрадріх зіграв 23 матчі. Також клуб здобув кубок Австрії. У фінальному поєдинку команда переграла «Вінер АК» з рахунком 2:1.
Влітку 1928 року клуб знову пробував свої сили у матчах кубку Мітропи. В 1/4 фіналу команда переграла чехословацьку «Славія» — 3:1, 3:3. У півфіналі «Адміра» в обох матчах поступилась майбутньому чемпіонові угорському «Ференцварошу» (1:2, 0:1)
Загалом грав у складі «Адміри» до 1931 року. Зіграв у національній першості 154 матчі, 25 матчів у кубку Австрії, 6 матчів у кубку Мітропи.
З 1931 по 1937 рік виступав у команді «Вінер Шпорт-Клуб». В чемпіонаті команда в роки виступів Францля трималась в середині таблиці, а кубку Австрії досягла фіналу у 1937 році, де поступилась «Вієнні» з рахунком 0:2. Через рік «Вінер Шпорт-Клуб» знову дістався фіналу Кубка Австрії, де поступився з рахунком 0:1 команді «ВАК Шварц-рот». Францль був одним з тренерів клубу.

## Виступи за збірну
У складі збірної Австрії дебютував у 1926 році у поєдинку зі збірною Швейцарії. Вийшов на заміну на кілька хвилин у середині другого тайму. Був основним воротарем збірної у 1928—1929 роках. Був учасником шести матчів Кубка Центральної Європи 1927—1930, у якому збірна Австрії посіла друге місце. Один матч зіграв у розіграші 1931—1932, коли австрійська збірна стала переможцем змагань. Всього у період з 1926 по 1931 рік зіграв 15 матчів. У 1934 році був включений у заявку збірної на чемпіонаті світу в Італії у ролі запасного воротаря. 
Також активно виступав у складі збірної Відня. Дебютував у 1928 році у поєдинку проти збірної Парижу, що завершився виїзною перемогою австрійців з рахунком 3:0. Того ж року зіграв у матчі зі збірною шведського Мальме (2:2). Ще чотири гри за збірну Відня провів у 1931 році проти Праги (5:2), Кельна (6:1), Дуйсбурга (6:2) і Белграда (4:1).

## Досягнення
«Адміра»:
- Чемпіон Австрії (2): 1927, 1928
- Срібний призер чемпіонату Австрії (3): 1929, 1930, 1931
- Володар кубка Австрії (1): 1928

«Вінер Шпорт-клуб»:
- Фіналіст кубка Австрії (2): 1937 (як гравець), 1938 (як тренер)

Збірна Австрії:
- Володар кубка Центральної Європи (1): 1931—1932
- Друге місце кубка Центральної Європи (1): 1927—1930
- Четверте місце чемпіонату світу (1): 1934 (як резервний воротар)

## Статистика

### Статистика клубних виступів
| Клуб               | Сезон | Чемпіонат | Чемпіонат | Кубок | Кубок | Кубок Мітропи | Кубок Мітропи | Всього | Всього |
| Клуб               | Сезон | Матчі     | Голи      | Матчі | Голи  | Матчі         | Голи          | Матчі  | Голи   |
| ------------------ | ----- | --------- | --------- | ----- | ----- | ------------- | ------------- | ------ | ------ |
| «Адміра» (Відень)  |       |           |           |       |       |               |               |        |        |
| 1923–1924          | 12    | 0         | 1         | 0     | -     | -             | 13            | 0      |        |
| 1924–1925          | 12    | 0         | 3         | 0     | -     | -             | 15            | 0      |        |
| 1925–1926          | 14    | 0         | 0         | 0     | -     | -             | 14            | 0      |        |
| 1926–1927          | 24    | 0         | 4         | 0     | -     | -             | 28            | 0      |        |
| 1927–1928          | 23    | 0         | 4         | 0     | 2     | 0             | 29            | 0      |        |
| 1928–1929          | 22    | 0         | 3         | 0     | 4     | 0             | 29            | 0      |        |
| 1929–1930          | 19    | 0         | 2         | 0     | -     | -             | 21            | 0      |        |
| 1930–1931          | 18    | 0         | 8+        | 0     | -     | -             | 26            | 0      |        |
| Всього             | 154   | 0         | 25        | 0     | 6     | 0             | 185           | 0      |        |
| «Вінер Шпорт-Клуб» |       |           |           |       |       |               |               |        |        |
| 1931–1932          | 22    | 0         | 4         | 0     | -     | -             | 26            | 0      |        |
| 1932–1933          | 22    | 0         | 5         | 0     | -     | -             | 27            | 0      |        |
| 1933–1934          | 22    | 0         | 3         | 0     | -     | -             | 25            | 0      |        |
| 1934–1935          | 22    | 0         | 3         | 0     | -     | -             | 25            | 0      |        |
| 1935–1936          | 19    | 0         | 4         | 0     | -     | -             | 23            | 0      |        |
| 1936–1937          | 13    | 0         | 5         | 0     | -     | -             | 18            | 0      |        |
| Всього             | 120   | 0         | 24        | 0     | 0     | 0             | 144           | 0      |        |

### Статистика виступів за збірну
| Дата       | Місто     | Господарі      | Результат | Гості          | Турнір                             | Голи | Примітки |
| ---------- | --------- | -------------- | --------- | -------------- | ---------------------------------- | ---- | -------- |
| 10/10/1926 | Відень    | Австрія        | 7 – 1     | Швейцарія      | товариський матч                   | -    | 66' 70'  |
| 06/11/1927 | Болонья   | Італія         | 0 – 1     | Австрія        | Кубок Центральної Європи 1927—1930 | -    |          |
| 08/01/1928 | Брюссель  | Бельгія        | 1 – 2     | Австрія        | товариський матч                   | -2   |          |
| 01/04/1928 | Відень    | Австрія        | 0 – 1     | Чехословаччина | Кубок Центральної Європи 1927—1930 | -1   |          |
| 29/07/1928 | Стокгольм | Швеція         | 1 – 2     | Австрія        | товариський матч                   | -2   |          |
| 07/10/1928 | Відень    | Австрія        | 5 – 1     | Угорщина       | Кубок Центральної Європи 1927—1930 | -1   |          |
| 28/10/1928 | Відень    | Австрія        | 2 – 0     | Швейцарія      | Кубок Центральної Європи 1927—1930 | -    |          |
| 11/11/1928 | Рим       | Італія         | 2 – 2     | Австрія        | товариський матч                   | -2   |          |
| 17/03/1929 | Прага     | Чехословаччина | 3 – 3     | Австрія        | товариський матч                   | -3   |          |
| 07/04/1929 | Відень    | Австрія        | 3 – 0     | Італія         | Кубок Центральної Європи 1927—1930 | -    |          |
| 05/05/1929 | Відень    | Австрія        | 2 – 2     | Угорщина       | товариський матч                   | -2   |          |
| 15/09/1929 | Відень    | Австрія        | 2 – 1     | Чехословаччина | товариський матч                   | -1   |          |
| 06/10/1929 | Будапешт  | Угорщина       | 2 – 1     | Австрія        | товариський матч                   | -2   |          |
| 27/10/1929 | Берн      | Швейцарія      | 1 – 3     | Австрія        | Кубок Центральної Європи 1927—1930 | -1   |          |
| 03/05/1931 | Відень    | Австрія        | 0 – 0     | Угорщина       | Кубок Центральної Європи 1931—1932 | -2   |          |
| Усього     |           | Матчів         | 15        |                | Голів                              | -19  |          |

### Статистика виступів у кубку Мітропи
| №                      | Розіграш               | Стадія                 | Дата та місце проведення | Команда 1              | Рахунок | Команда 2       | Голи |
| ---------------------- | ---------------------- | ---------------------- | ------------------------ | ---------------------- | ------- | --------------- | ---- |
| 1                      | 1927                   | 1/4                    | 14.08.1927 Прага         | Спарта (Прага)         | 5:1     | Адміра (Відень) |      |
| 2                      | 1927                   | 1/4                    | 21.08.1927 Відень        | Адміра (Відень)        | 5:3     | Спарта (Прага)  |      |
| 3                      | 1928                   | 1/4                    | 15.08.1928 Відень        | Адміра (Відень)        | 3:1     | Славія (Прага)  |      |
| 4                      | 1928                   | 1/4                    | 19.08.1928 Прага         | Славія (Прага)         | 3:3     | Адміра (Відень) |      |
| 5                      | 1928                   | 1/2                    | 9.09.1928 Відень         | Адміра (Відень)        | 1:2     | Ференцварош     |      |
| 6                      | 1928                   | 1/2                    | 16.09.1928 Будапешт      | Ференцварош            | 1:0     | Адміра (Відень) |      |
| Всього у кубку Мітропи | Всього у кубку Мітропи | Всього у кубку Мітропи | Всього у кубку Мітропи   | Всього у кубку Мітропи | 6       |                 | 0    |